# 京都市立西陣中央小学校
京都市立西陣中央小学校（きょうとしりつ にしじんちゅうおうしょうがっこう）は、京都府京都市上京区大宮通今出川上ル観世町にある公立小学校。

## 沿革
- 1997年（平成9年）4月1日 - 開校[1]。（京都市立桃薗西陣小学校[注 1]・京都市立成逸小学校・京都市立聚楽小学校の統合[2]）

## 通学区域
- 京都市上京区[3]
  - 京都市立上京中学校 - 阿弥陀寺町、伊佐町、石薬師町、五辻町、糸屋町、猪熊1-2丁目、榎町、大猪熊町（寺之内通大宮西入）、大北小路東町、鏡石町、観世町、菊屋町（葭屋町通上長者町下ル）、北猪熊町、北小大門町、北俵町、北之御門町、北舟橋町、花開院町、幸在町、小寺町、皂莢町、栄町（大宮通一条上ル西入）、桜井町、笹屋町1丁目、慈眼庵町、芝大宮町、芝之町、芝薬師町、下石橋町、下石橋南半町、下鏡石町、聖天町、新美濃部町、神明町（松屋町通中立売下ル）、新元町、杉本町、硯屋町、須浜東町、晴明町、竹屋町、橘町、竪亀屋町、竪神明町、竪門前町、弾正町、土田町、寺今町、藤五郎町、東西町、徳屋町、百々町、富小路町、梨木町、奈良物町、西石屋町、西北小路町、西千本町、西船橋町、如水町、橋詰町、橋之上町、東石屋町、東千本町、東堀町、庇町、菱屋町（中筋通智恵光院西入）、毘沙門町（黒門通元誓願寺下ル）、常陸町、飛騨殿町、樋之口町、福大明神町、藤木町、古美濃部町、堀川上之町、堀川下之町、前之町、桝屋町（笹屋町通大宮西入）、曼陀羅町、南小大門町、南俵町、南舟橋町、南門前町、妙蓮寺前町、元伊佐町、元北小路町、元中之町、元妙蓮寺町、紋屋町、薬師町、役人町、山名町、横大宮町、横神明町、和水町
  - 京都市立烏丸中学校 - 扇町（上御霊前通堀川東入ル）、上天神町、北仲之町、下天神町、新ン町（大宮通鞍馬口下ル東入）、瑞光院前町、筋違橋町、竪社北半町、竪社南半町、田畑町、寺之内竪町、天神北町、仲之町（大宮通寺之内上ル二丁目）、中社町、西若宮北半町、西若宮南半町、東社町、東若宮町、薬師前町、社突抜町、社横町、若宮竪町、若宮横町